# Okres Brig
Okres Brig (francouzsky District de Brigue) je jedním z okresů kantonu Valais ve Švýcarsku. Jeho sídlem je Brig-Glis.

## Poloha, popis
Okres se rozkládá ve východní neboli horní části kantonu. Střed území leží v údolí Rhôny ve výšce kolem 650–700 m n. m. Směrem na sever a na jih ale stoupá vysoko do hor.
Okres Brig je důležitým dopravním uzlem na transalpské železniční trati z Bernu do Milána přes Lötschberg a s linkou přes celý kanton Valais do Lausanne. Kromě toho prochází přes okres Brig železnice Matterhorn Gotthard Bahn ze Zermattu do Disentisu.
V okrese Brig začíná švýcarská dálnice A9 do Lausanne a silnice 9S přes průsmyk Simplonpass do italské Domodossoly. Okresem prochází také kantonální hlavní silnice č. 9 z Lausanne do průsmyku Furkapass.
Sousedními okresy jsou okres Westlich Raron a okres Goms na severu, okres Östlich Raron na východě a okres Visp na západě. Na jihu a jihovýchodě prochází státní hranice s Itálií.

## Seznam obcí
| Znak         | Název obce   | Počet obyvatel (31. 12. 2021) | Rozloha (km²) | Hustota zalidnění (obyv./km²) |
| ------------ | ------------ | ----------------------------- | ------------- | ----------------------------- |
| Brig-Glis    | Brig-Glis    | 13 435                        | 37,66         | 357                           |
| Eggerberg    | Eggerberg    | 329                           | 6,05          | 54                            |
| Naters       | Naters       | 10 439                        | 147,22        | 71                            |
| Ried-Brig    | Ried-Brig    | 2160                          | 47,57         | 45                            |
| Simplon      | Simplon      | 294                           | 91,01         | 3                             |
| Termen       | Termen       | 1093                          | 18,65         | 59                            |
| Zwischbergen | Zwischbergen | 72                            | 86,03         | 1                             |
| Celkem (7)   | Celkem (7)   | 27 822                        | 434,19        | 64                            |